# NDR-Klein-Computer
Der NDR-Klein-Computer (kurz NKC) war ein Selbstbauprojekt für einen Computer, welches seit 1984 durch die Fernsehsendung ComputerTreff des Bayerischen Fernsehens begleitet wurde. Der Name bezieht sich sowohl auf die Größe, als auch auf den Entwickler des Computers, Rolf-Dieter Klein.
Im Jahre 1984 brachte das NDR-Schulfernsehen unter der Leitung von Joachim Arendt eine 26-teilige Fernsehserie mit dem Titel NDR-Klein-Computer heraus, die je 15 Minuten dauerte. In dieser Sendung, die von Thomas Naumann moderiert wurde, ging es nicht nur darum, dem Zuschauer die Funktionsweise eines Computers nahezubringen, sondern es wurde ein modulares System vorgestellt, mit dem der technisch interessierte Laie in der Lage war, von den einfachsten Beispielen aus der Sendung bis hin zum hochwertigen Heimcomputer seine praktischen Übungen zu absolvieren. Die Idee zu diesem modularen System stammt von Rolf-Dieter Klein, der damals Autor bei der Computerzeitschrift mc war.
Mit einer Artikelserie begleitete er die auch von ihm moderierte Fernsehserie. Außerdem brachte er mehrere Bücher zum NDR-Klein-Computer heraus. Der Franzis-Verlag brachte die Fernsehserie als Videokassetten heraus und von der Zeitschrift mc erschienen mehrere Sonderhefte zu speziellen Themen zu diesem Computersystem. Das System wurde von den Firmen Graf Elektroniksysteme in Kempten, und dem Elektronikladen Detmold vertrieben. Die Firma Fischertechnik lieferte einen Roboterbausatz, der eine der anschaulichsten Anwendungen des NDR-Klein-Computers darstellte. Das größte Mikrocomputer-Bildungsprojekt seiner Zeit war angelaufen.
Die Modularität des NKC war seine größte Stärke. Vom einfachen 8-Bit-Einplatinencomputer auf Z80A-Basis, mit dem einfache Steuerungsaufgaben bis hin zur CP/M-Software erledigt werden konnten, bis zum 32-Bit-System mit einer 68020-CPU reichte sein Hardwarespektrum. Das Softwarespektrum dieses Systems reichte von Bits und Bytes in EPROMs bis zum Betriebssystem CP/M und den darauf lauffähigen Programmen und Programmiersprachen. Sogar MS-DOS fand mit Hilfe einer 8088-CPU-Karte seinen Weg zum NKC. Einige Systeme sind immer noch in Betrieb, allerdings mit PS/2-Tastaturen, 3½"-Floppy, IDE-Festplatten und modernen Speichern. Inzwischen wurden von den Nutzern neue Karten entwickelt, welche die damaligen Spezialbausteine ersetzen. So ist eine Karte entwickelt worden, welche eine neue Grafikkarte (mit VGA-Anschluss), eine serielle Schnittstelle, eine Soundkarte sowie PC-Tastatur- und -Mausanschluss bereitstellt. Für das 68xxx-System gibt es ein neues Grundprogramm, welches die IDE-Schnittstelle auch zum Booten unterstützt.
Im Laufe der Jahre 2017 und 2018 wurden die Originalplatinen des NDR Klein Computers von engagierten Nutzern neu layoutet und in Details verbessert. Die neuen Layouts wurden dann in China gefertigt, wodurch das NKC System nun wieder einer großen Gruppe neuer Anwender zur Verfügung steht.

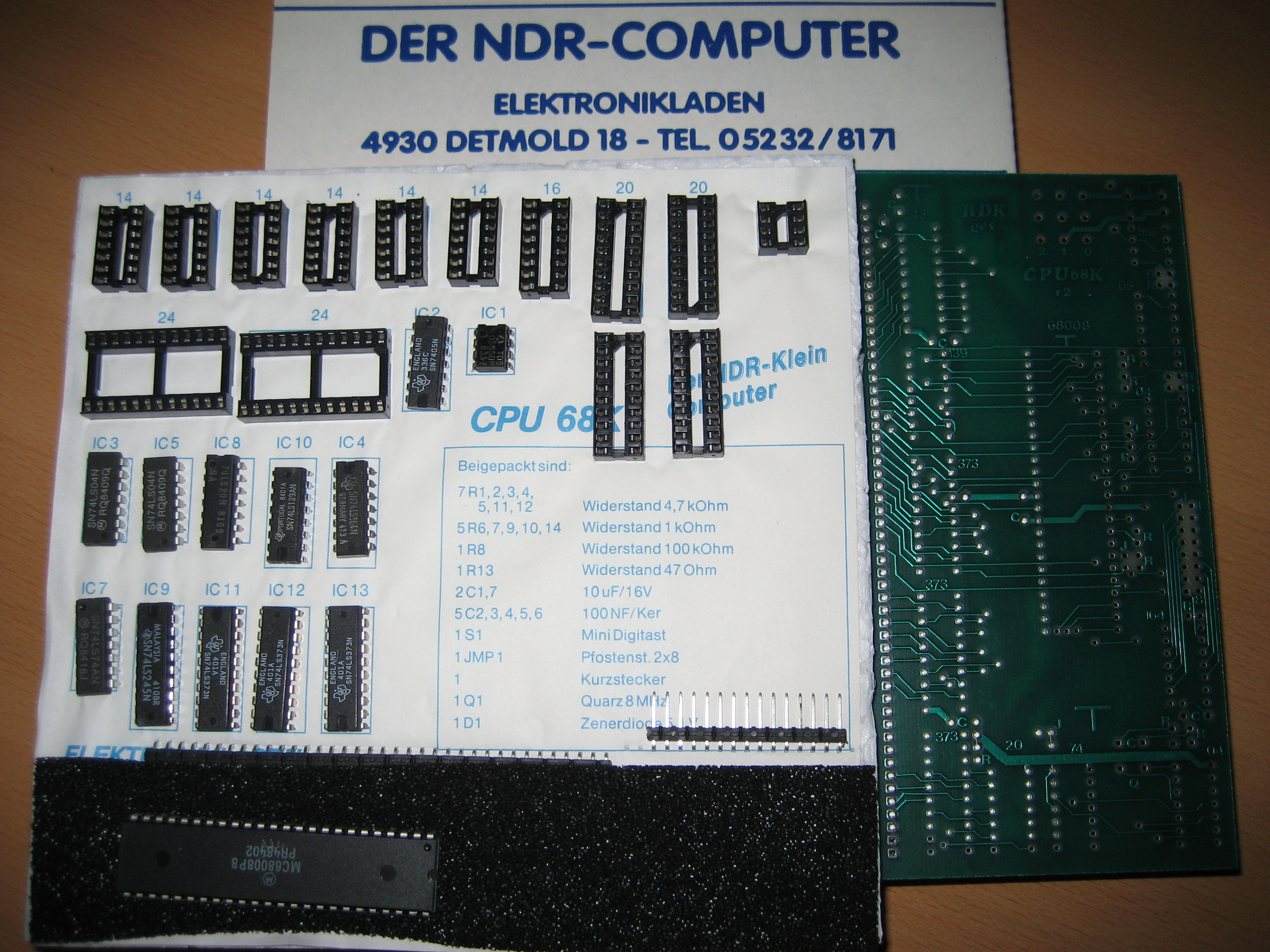
Bausatz für 68K-Karte
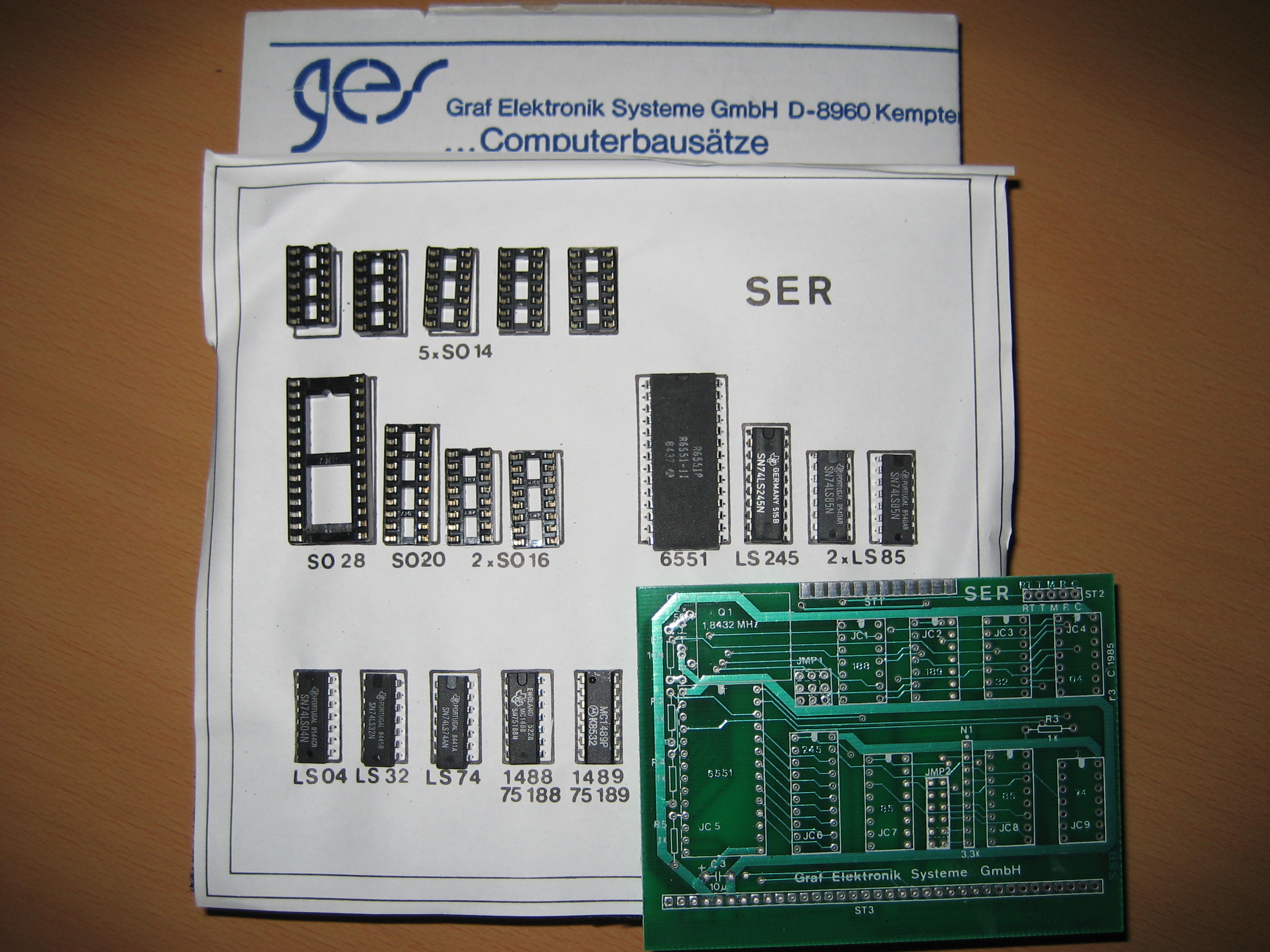
Bausatz für serielle Karte
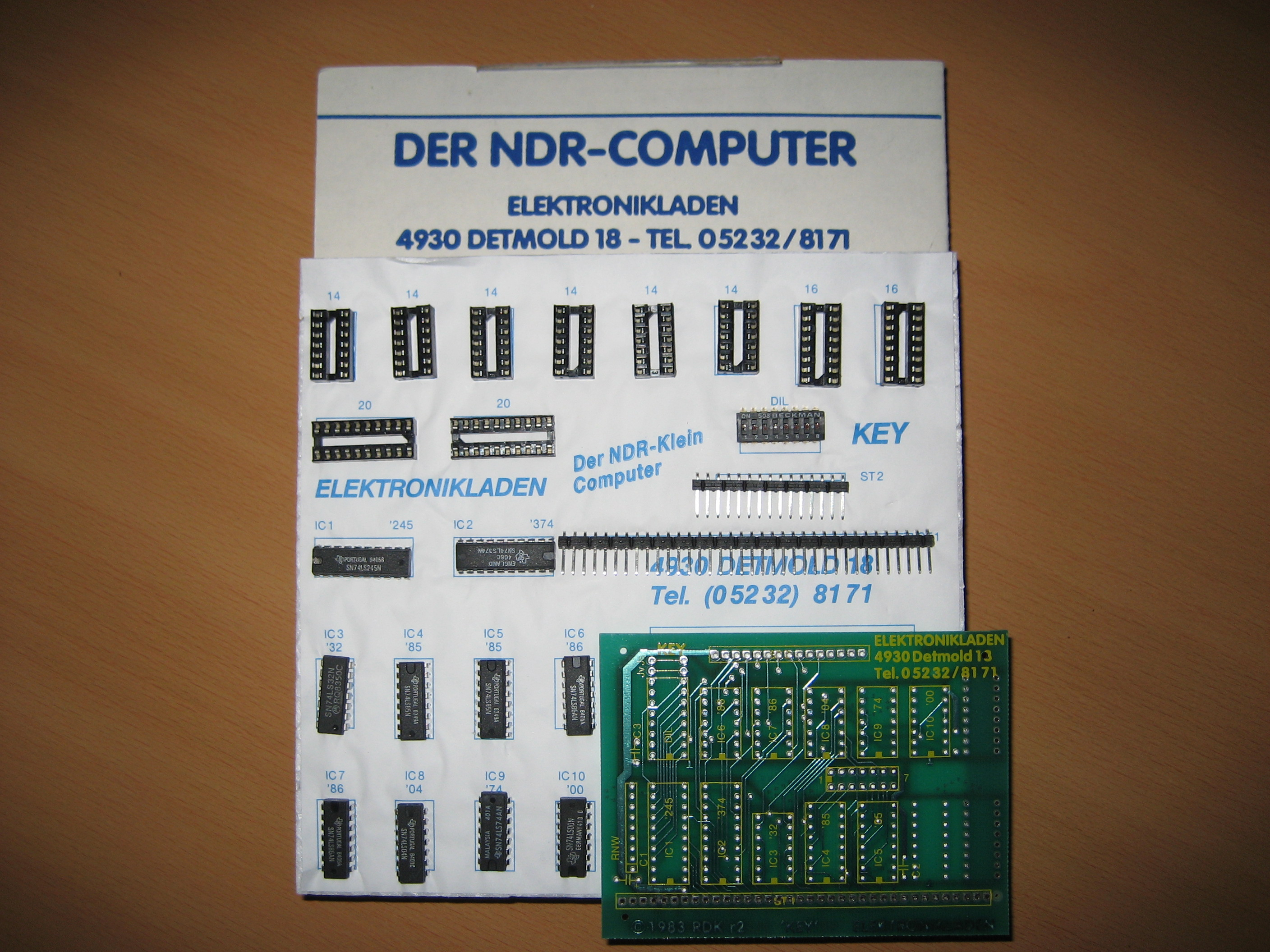
Bausatz für Tastaturschnittstelle
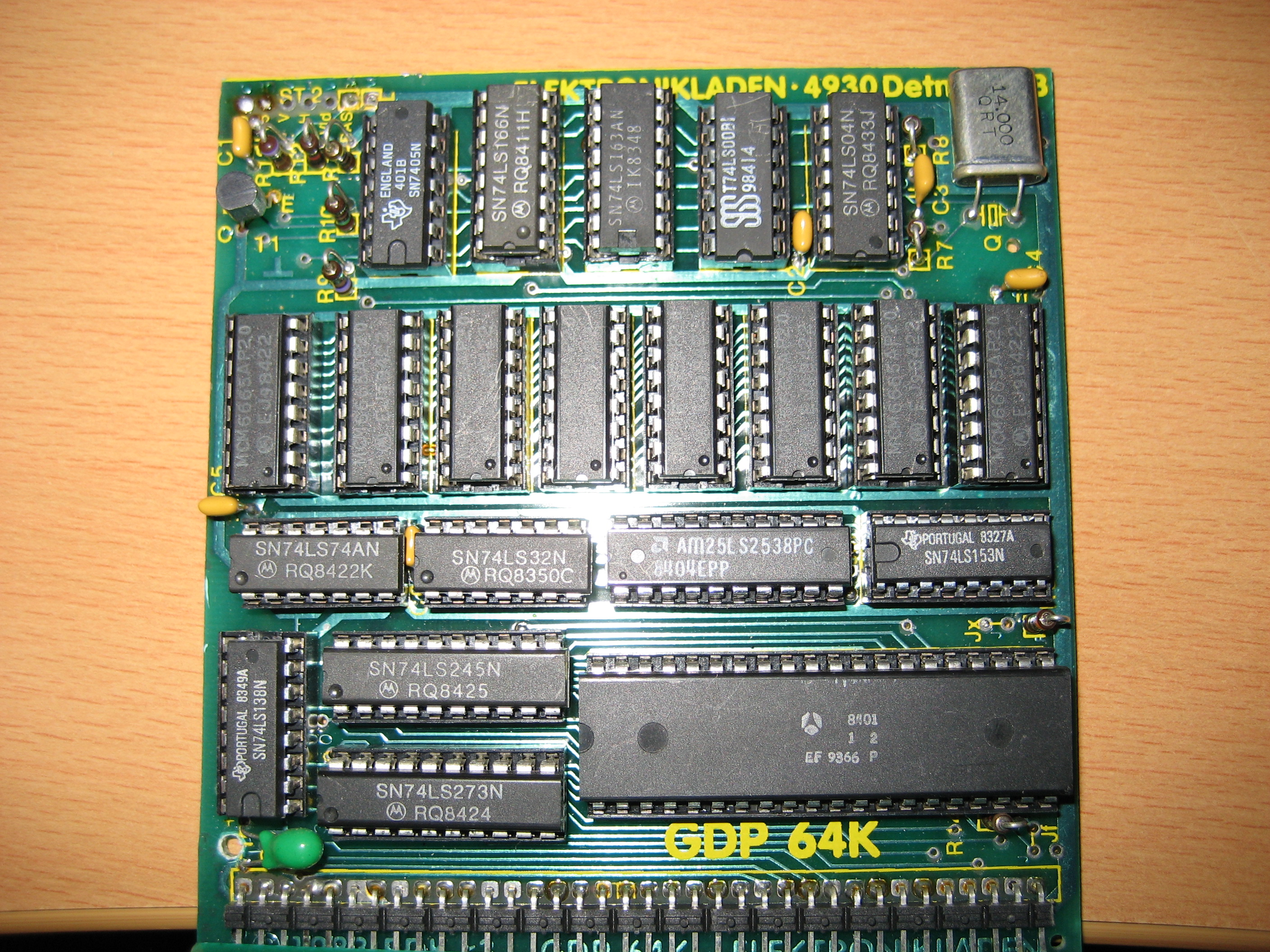
Fertige Grafikkarte
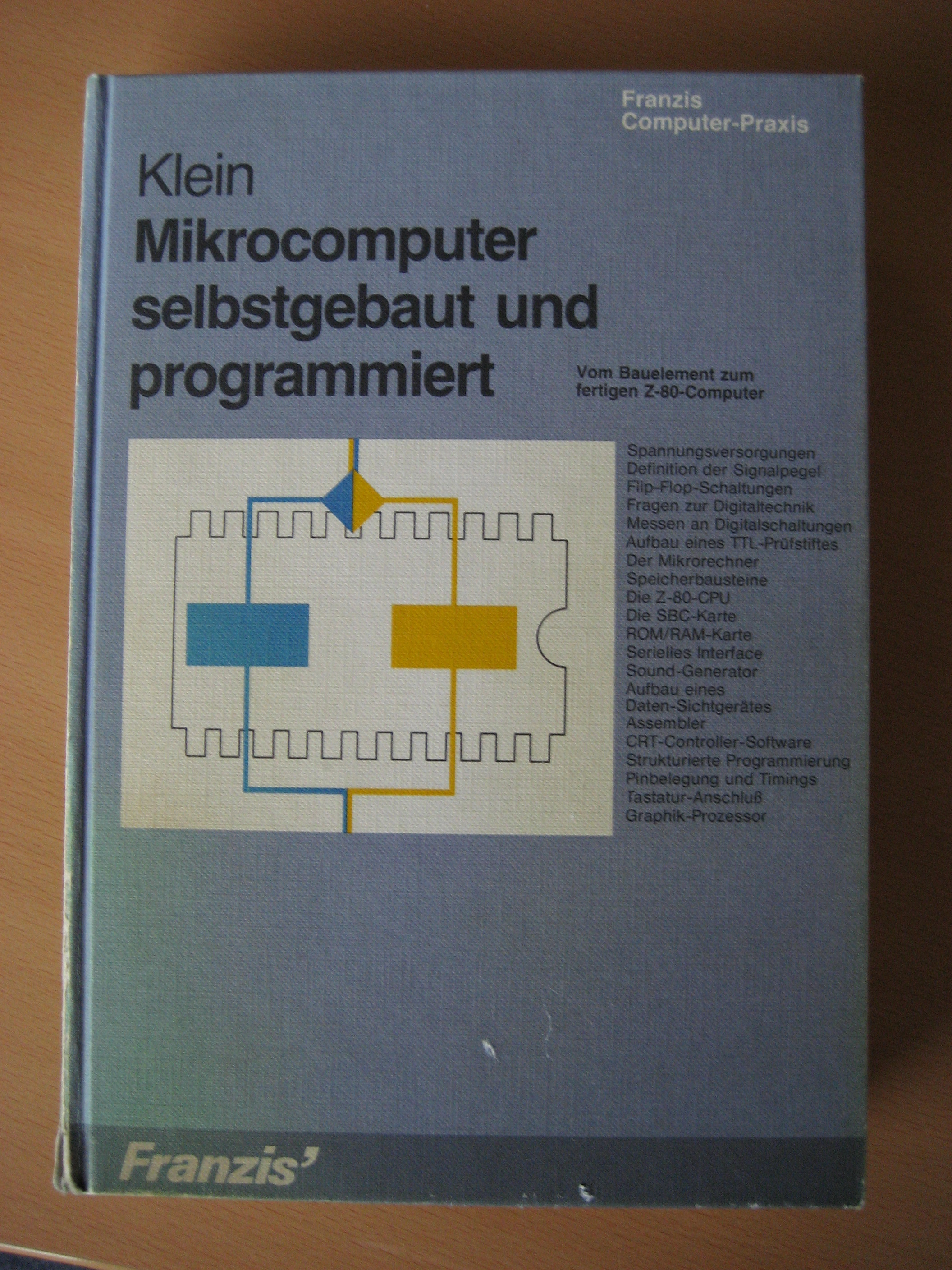
Das Buch
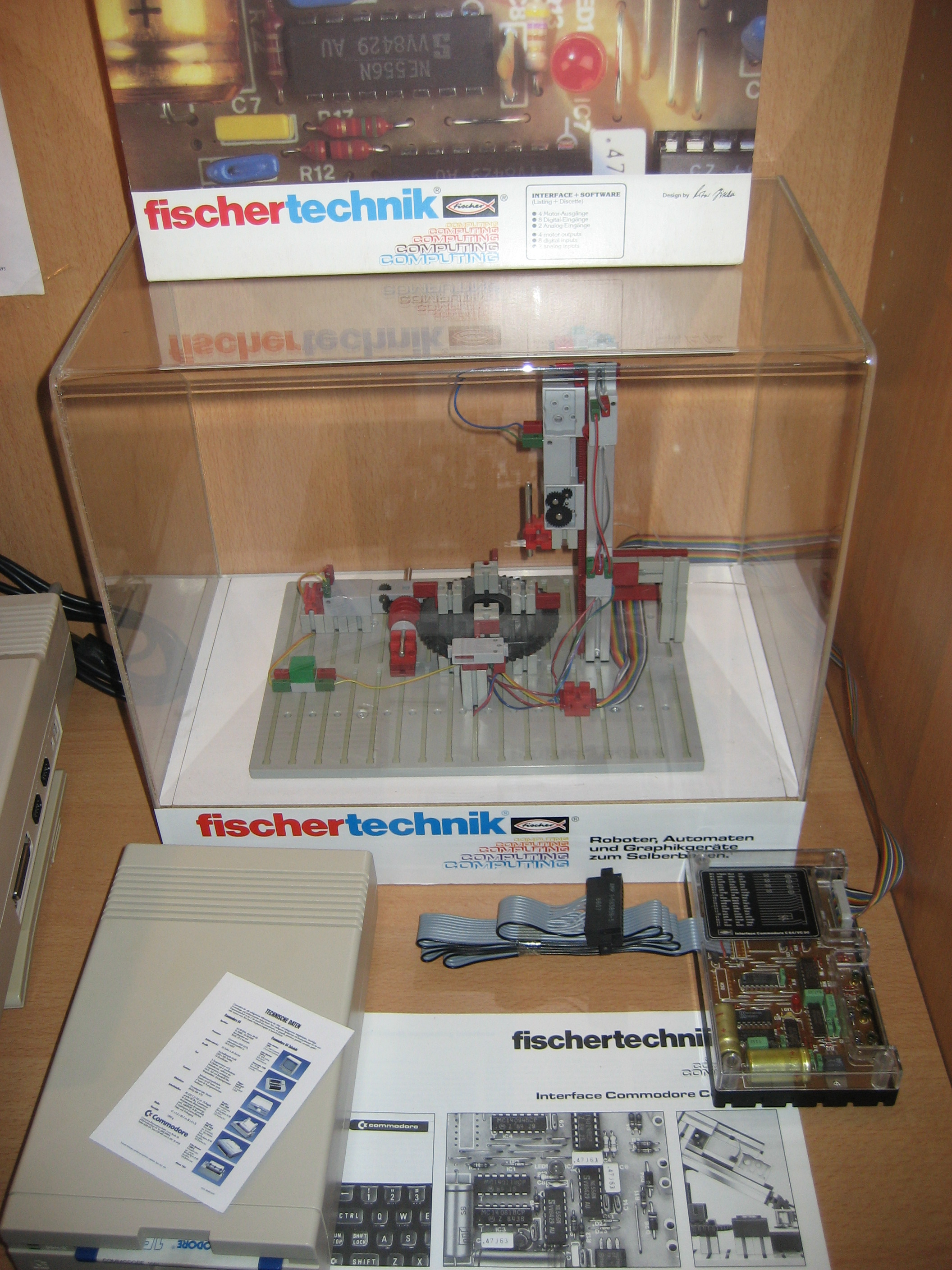
Fischertechnik Computing
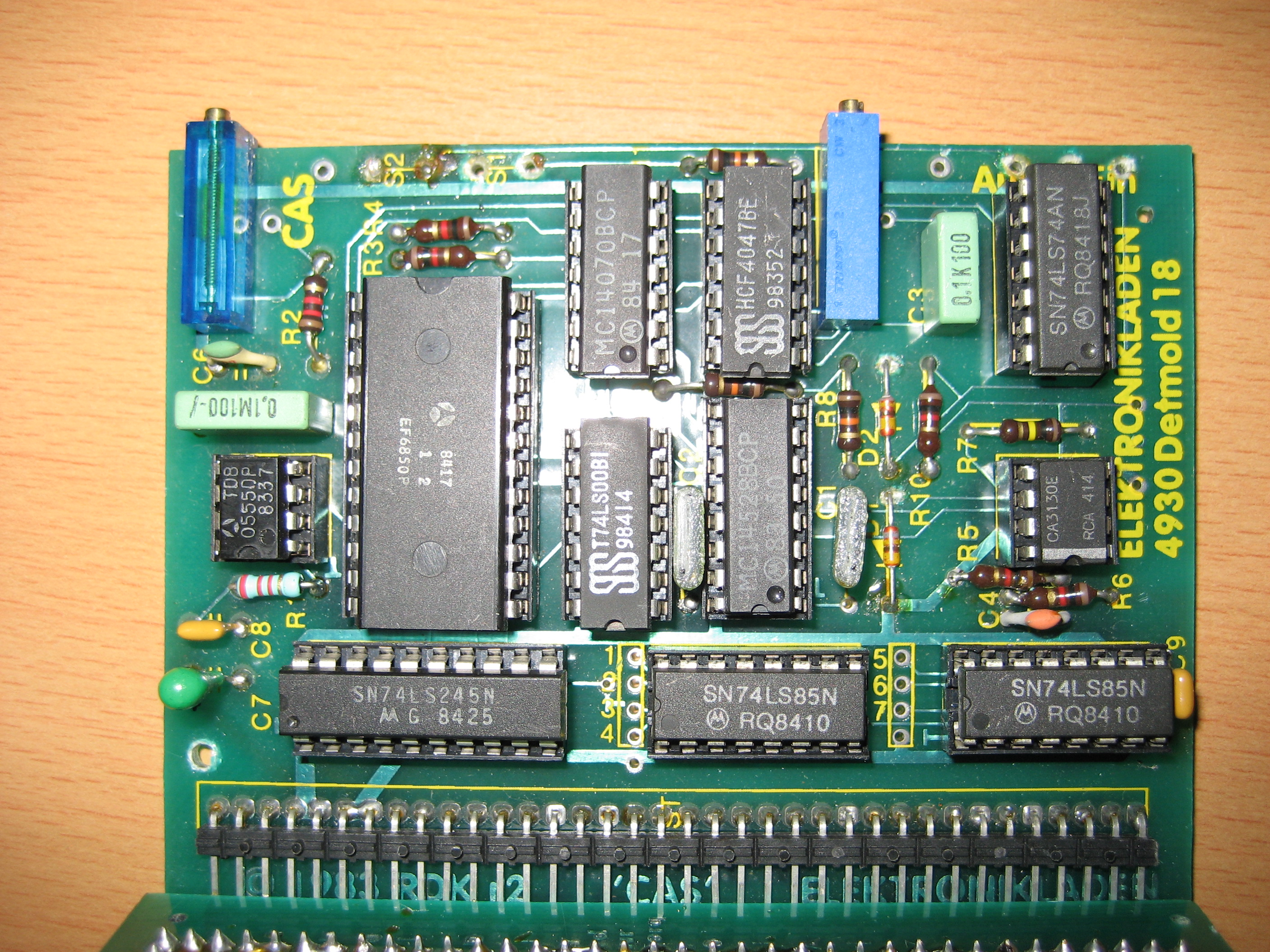
CAS-Karte des NDR-Klein-Computers